# Élections législatives de 1981 en Vaucluse
Les élections législatives françaises de 1981 en Vaucluse se déroulent les 14 et 21 juin 1981.

## Élus
| Circonscription | Député sortant                                             | Parti | Parti    | Député élu ou réélu | Parti | Parti |
| --------------- | ---------------------------------------------------------- | ----- | -------- | ------------------- | ----- | ----- |
| 1re             | Dominique Taddei                                           |       | PS       | Dominique Taddei    |       | PS    |
| 2e              | Marie-Madeleine Signouret suppléante de Maurice Charretier |       | UDF (PR) | André Borel         |       | PS    |
| 3e              | Fernand Marin                                              |       | PCF      | Jean Gatel          |       | PS    |

## Positionnement des partis
Le Parti socialiste et le Parti communiste français, sous l'appellation « majorité d'union de la gauche », se présentent dans les trois circonscriptions vauclusiennes. Les socialistes soutiennent le député sortant Dominique Taddei, André Borel et Jean Gatel tandis que les communistes présentent Jacques Bertrand, Francis Liotaud et Fernand Marin, député-maire de Sorgues.
La majorité sortante, réunie dans l'Union pour la nouvelle majorité (UNM), soutient elle aussi des candidats dans l'ensemble des circonscriptions : Jean-Pierre Roux (Avignon, 1re) et Jacques Bérard (Orange, 3e) pour le RPR, Maurice Charretier pour l'UDF (Carpentras, 2e). Élu député en 1978, ce dernier est remplacé par sa suppléante Marie-Madeleine Signouret, à la suite de sa nomination au gouvernement Barre.
Enfin, les écologistes présentent un candidat sous l'étiquette « Écologie 81 » dans la 3e circonscription et l'extrême droite est représentée dans les circonscriptions de Carpentras et d'Orange.

## Résultats

### Résultats à l'échelle du département
| Parti          | Parti                              | Premier tour | Premier tour | Second tour | Second tour | Sièges |
| Parti          | Parti                              | Voix         | %            | Voix        | %           | Sièges |
| -------------- | ---------------------------------- | ------------ | ------------ | ----------- | ----------- | ------ |
|                | Parti socialiste                   | 75 968       | 38,71        | 122 979     | 58,47       | 3      |
|                | Parti communiste français          | 40 811       | 20,80        | Retrait     | Retrait     | 0      |
|                | Majorité présidentielle            | 116 779      | 59,50        | 122 979     | 58,47       | 3      |
|                |                                    |              |              |             |             |        |
|                | Rassemblement pour la République   | 49 079       | 25,01        | 56 633      | 26,92       | 0      |
|                | Union pour la démocratie française | 27 475       | 14,00        | 30 733      | 14,61       | 0      |
|                | Union pour la nouvelle majorité    | 76 554       | 39,01        | 87 366      | 41,53       | 0      |
|                |                                    |              |              |             |             |        |
|                | Divers écologiste                  | 1 485        | 0,76         |             |             | 0      |
|                | Front national                     | 1 433        | 0,73         | 0           |             |        |
|                |                                    |              |              |             |             |        |
| Inscrits       | Inscrits                           | 276 018      | 100,00       | 275 980     | 100,00      | 3      |
| Abstentions    | Abstentions                        | 76 514       | 27,72        | 60 766      | 22,02       |        |
| Votants        | Votants                            | 199 504      | 72,28        | 215 214     | 77,98       |        |
| Blancs et nuls | Blancs et nuls                     | 3 253        | 1,63         | 4 869       | 2,26        |        |
| Exprimés       | Exprimés                           | 196 251      | 98,37        | 210 345     | 97,74       |        |

### Résultats par circonscription

#### Première circonscription (Avignon)
| Candidat       | Candidat                       | Parti          | Premier tour | Premier tour | Second tour | Second tour |  |
| Candidat       | Candidat                       | Parti          | Voix         | %            | Voix        | %           |  |
| -------------- | ------------------------------ | -------------- | ------------ | ------------ | ----------- | ----------- |  |
|                | Dominique Taddei sortant réélu | PS             | 32 658       | 44,90        | 46 378      | 60,31       |  |
|                | Jean-Pierre Roux               | RPR (UNM)      | 27 971       | 38,46        | 30 527      | 39,69       |  |
|                | Jacques Bertrand               | PCF            | 12 099       | 16,64        |             |             |  |
|                |                                |                |              |              |             |             |  |
| Inscrits       | Inscrits                       | Inscrits       | 104 005      | 100,00       | 103 995     | 100,00      |  |
| Abstentions    | Abstentions                    | Abstentions    | 29 893       | 28,74        | 25 293      | 24,32       |  |
| Votants        | Votants                        | Votants        | 74 112       | 71,26        | 78 702      | 75,68       |  |
| Blancs et nuls | Blancs et nuls                 | Blancs et nuls | 1 384        | 1,87         | 1 797       | 2,28        |  |
| Exprimés       | Exprimés                       | Exprimés       | 72 728       | 98,13        | 76 905      | 97,72       |  |

#### Deuxième circonscription (Carpentras)
| Candidat       | Candidat                   | Parti          | Premier tour | Premier tour | Second tour | Second tour |  |
| Candidat       | Candidat                   | Parti          | Voix         | %            | Voix        | %           |  |
| -------------- | -------------------------- | -------------- | ------------ | ------------ | ----------- | ----------- |  |
|                | Maurice Charretier sortant | UDF (PR)       | 27 475       | 42,51        | 30 733      | 43,82       |  |
|                | André Borel élu            | PS             | 24 749       | 38,29        | 39 405      | 56,18       |  |
|                | Francis Liotaud            | PCF            | 11 881       | 18,38        | Retrait     | Retrait     |  |
|                | Alain Germain              | PFN            | 531          | 0,82         |             |             |  |
|                |                            |                |              |              |             |             |  |
| Inscrits       | Inscrits                   | Inscrits       | 88 546       | 100,00       | 88 538      | 100,00      |  |
| Abstentions    | Abstentions                | Abstentions    | 22 912       | 25,88        | 17 051      | 19,26       |  |
| Votants        | Votants                    | Votants        | 65 634       | 74,12        | 71 487      | 80,74       |  |
| Blancs et nuls | Blancs et nuls             | Blancs et nuls | 998          | 1,52         | 1 349       | 1,89        |  |
| Exprimés       | Exprimés                   | Exprimés       | 64 636       | 98,48        | 70 138      | 98,11       |  |

#### Troisième circonscription (Orange)
| Candidat       | Candidat              | Parti             | Premier tour | Premier tour | Second tour | Second tour |  |
| Candidat       | Candidat              | Parti             | Voix         | %            | Voix        | %           |  |
| -------------- | --------------------- | ----------------- | ------------ | ------------ | ----------- | ----------- |  |
|                | Jacques Bérard        | RPR (UNM)         | 21 108       | 35,84        | 26 106      | 41,24       |  |
|                | Jean Gatel élu        | PS                | 18 561       | 31,52        | 37 196      | 58,76       |  |
|                | Fernand Marin sortant | PCF               | 16 831       | 28,58        | Retrait     | Retrait     |  |
|                | Mariel Mallus         | Divers écologiste | 1 485        | 2,52         |             |             |  |
|                | Jean-Marc Martinuzzi  | FN                | 902          | 1,53         |             |             |  |
|                |                       |                   |              |              |             |             |  |
| Inscrits       | Inscrits              | Inscrits          | 83 467       | 100,00       | 83 447      | 100,00      |  |
| Abstentions    | Abstentions           | Abstentions       | 23 709       | 28,41        | 18 422      | 22,08       |  |
| Votants        | Votants               | Votants           | 59 758       | 71,59        | 65 025      | 77,92       |  |
| Blancs et nuls | Blancs et nuls        | Blancs et nuls    | 871          | 1,46         | 1 723       | 2,65        |  |
| Exprimés       | Exprimés              | Exprimés          | 58 887       | 98,54        | 63 302      | 97,35       |  |